# Otto Schiel
Otto-Ernst Schiel (19 novembre 1895 à Engen - 21 avril 1990 à Fribourg-en-Brisgau) est un Generalmajor allemand qui a servi au sein de la Heer dans la Wehrmacht pendant la Seconde Guerre mondiale.

## Biographie
Otto Schiel est le fils d'Otto Schiel, fonctionnaire de l'État de Bade, et le frère de Hubert Schiel (de), qui devient plus tard bibliothécaire et historien de l'Église. Otto Schiel s'engage comme volontaire de guerre le 3 août 1914 dans le 113e régiment d'infanterie. Dans le 112e régiment d'infanterie (de), il devient lieutenant le 2 septembre 1915, avec un brevet daté du 22 mars 1914. 

## Décorations
- Insigne des blessés (1914)
  - en argent
- Croix du Mérite de guerre 1re classe avec glaives
- Croix allemande en argent le 13 avril 1943 en tant que Oberst et General des Transportwesens Nord.